# 卡洛·蓬蒂

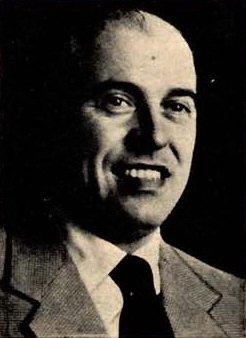

卡洛·蓬蒂（Carlo Ponti，1912年12月11日—2007年1月10日）是一个意大利电影制片人。他共创作了超过140部电影。蓬蒂的夫人为意大利著名影星索非娅·罗兰。
蓬蒂出生于意大利伦巴第马真塔。他在米兰大学攻读了法律专业。他在米兰加入了他的岳父的电影并通过合同谈判，参与了电影业务。